# Prémices
Pour l’article ayant un titre homophone, voir Prémisse.
Les prémices sont une offrande religieuse prélevée sur les premiers fruits de la récolte. Dans les religions grecque antique, romaine antique, israélite et chrétienne, les prémices étaient offertes dans le temple ou l’église. Elles constituaient souvent une source de revenus pour les dirigeants religieux et l’entretien des bâtiments.
À partir de 1966, une nouvelle célébration de prémices a été instituée aux États-Unis sur base des anciennes fêtes agricoles africaines pour donner la Kwanzaa.

## Les prémices dans la Bible
Dans l’ancien Israël, les premiers produits de la terre (bikkourim, terouma) étaient consacrés à Dieu et destinés aux lévites, aux orphelins ou aux veuves. Ils étaient offerts lors de la fête de la Moisson (Shavouot) et contribuaient grandement à son caractère festif.
Ils furent réinterprétés dans le christianisme comme la préfiguration des premiers adeptes de Jésus.
Dans le judaïsme et selon la Loi mosaïque (Exode, Lévitique, Nombres), le premier-né mâle de toute femme juive est considéré appartenant à Dieu et doit être « racheté » lors d'une cérémonie appelée Pidyon HaBen.

## Par extension
Par extension, on qualifie de « prémices » des événements ou des signes qui annoncent des événements plus importants. Exemple : Les émeutes ouvrières qui surgirent çà et là furent ressenties comme les prémices d'une révolution qui se préparait.